# 元城町 (浜松市)
元城町（もとしろちょう）は、静岡県浜松市中央区の町名。丁番を持たない単独町名である。住居表示未実施。

## 地理
元城町の大手通り沿いにはオフィスビルが並び、一方で浜松城天守閣周辺は緑溢れる公園となっている。現在、浜松城址には浜松市役所等が存在する。浜松市立元城小学校は2017年3月に閉校となり、その後解体された。

## 歴史
元城町は、この地に徳川家康によって浜松城が築かれて以来、浜松の行政の中心として発展してきた。

### 沿革
- 1873年（明治6年） - 浜松城が廃され、跡地は旧浜松藩の士族に優先的に払い下げられる。浜松最初の小学校として大手門近くの侍屋敷跡に第一番小学校（後の浜松市立元城小学校）が開校。
- 1882年（明治15年） - 浜松城内の小字だった「城内（二の丸・三の丸）」「年行事」「元目（玄黙）」などを一つにして大字「元城」と名付けられた。
- 1889年（明治22年） - 浜松が町制を施行し敷知郡浜松町元城となる。なお、敷知郡は1896年（明治29年）に浜名郡へ編入されている。
- 1894年（明治27年） - 静岡県尋常中学校浜松分校（現 静岡県立浜松北高等学校）が開校。
- 1901年（明治34年） - 浜松高等女学校（現 浜松市立高等学校）・町立浜松商業学校（現 静岡県立浜松商業高等学校）が開校。
- 1911年（明治44年） - 市制への施行により、浜松市元城町となる。
- 1914年（大正3年） - 浜松軽便鉄道（後の遠州鉄道奥山線）が開通し、元城駅が開業する。
- 1923年（大正12年） - 小字の「元目」が分離独立して元目町となる。松城町から一部編入して現在の町域となる。
- 1945年（昭和20年） - 空襲によって町内全域が焼け野原となる。
- 1948年（昭和23年） - 浜松市立元城小学校が現在地に開校。
- 1952年（昭和27年） - 浜松市役所が利町から現在地（二の丸跡）に移転。
- 1958年（昭和33年） - 浜松市体育館が完成。浜松城天守閣が再建される。
- 1964年（昭和39年） - 遠州鉄道奥山線が廃線となり、元城駅も廃駅となった。
- 1981年（昭和56年） - 元城駅跡地にホテルコンコルド浜松が開業する。
- 2008年（平成20年） - 浜松市体育館閉鎖・解体。跡地は浜松城公園の駐車場として利用されている。

## 世帯数と人口
2018年（平成30年）12月1日現在の世帯数と人口は以下の通りである。
| 町丁   | 世帯数  | 人口  |
| ------ | ------- | ----- |
| 元城町 | 251世帯 | 492人 |

## 小・中学校の学区
市立小・中学校に通う場合、学区は以下の通りとなる。
| 番・番地等 | 小学校             | 中学校             |
| ---------- | ------------------ | ------------------ |
| 全域       | 浜松市立中部小学校 | 浜松市立中部中学校 |

## 交通
道路
- 大手通り（国道152号の一部）

バス
- 遠鉄バス
  - 8鶴見富塚じゅんかん、50山の手医大線、51泉高丘線、53・56萩丘都田線、58和合西山線：（浜松駅 方面 - ）元城町 - 市役所前 - 浜松城公園入口（ - せいれい・富塚／医科大学／せいれい・姫街道車庫／半田山・染地台／せいれい・西山 方面）
  - 48和合西山線（北高経由は除く）：（浜松駅 方面 - ）市役所前 - 浜松城公園入口（ - 下池川町・西山）
  - 中部国際空港線（e-wing）：（浜松駅 方面 - ）ホテルコンコルド浜松前（ - 中部国際空港 方面）

## 施設
- 浜松市役所
- 浜松城公園
- 浜松市立元城小学校
- 元城町東照宮
- 曳馬城跡石碑
- 家康公鎧掛の松
- ホテルコンコルド浜松
- リッチモンドホテル浜松

## 祭事
元城町は浜松まつりには古くから参加する伝統町である。凧合戦に使う凧印は「日の丸の旗」。屋台（御殿屋台）は浜松城をモデルにした独特の形で人気が高い。

## その他

### 日本郵便
- 郵便番号 : 430-0946[3]（集配局：浜松郵便局[7]）。

### 警察
町内の警察の管轄区域は以下の通りである。
| 番・番地等 | 警察署         | 交番・駐在所     |
| ---------- | -------------- | ---------------- |
| 全域       | 浜松中央警察署 | 浜松城公園前交番 |